# لنزمتر

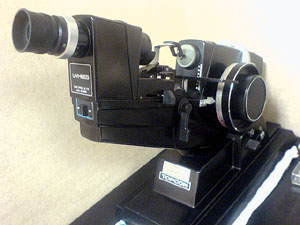
یک لنزومتر در کلینیک اپتومتری و عینک فروشی

لنزومتر (به انگلیسی: Lensmeter) دستگاهی است که توسط آن، توان دیوپتری، محور و اثرات منشور یک عدسی تعیین می‌شود. این دستگاه علاوه بر نمره عدسی، قادر به تعیین جهت محور سیلندرها و علامت‌گذاری عدسی‌های عینک می‌باشد. در بعضی از لنزومترهای جدید، مقدار درصد جذب اشعه ماوراء بنفش عدسی را هم می‌توان مشاهده کرد.